# Pelargonium dasyphyllum
Pelargonium dasyphyllum är en näveväxtart som beskrevs av Ernst Meyer. Pelargonium dasyphyllum ingår i släktet pelargoner, och familjen näveväxter. Inga underarter finns listade i Catalogue of Life.